# Pablo Alarcón
Rodolfo Francisco Marabotto (Pellegrini, Buenos Aires; 9 de septiembre de 1945) conocido por su nombre artístico Pablo Alarcón, es un actor argentino. 
En televisión trabajó en telenovelas como Rosa... de lejos, Herencia de amor, Cara a cara, Llévame contigo, Duro como la roca, frágil como el cristal, Por siempre mujercitas, Regalo del cielo, Alta comedia, etc. En 2006 participó en Bailando por un sueño y fue el primer eliminado.

## Vida personal
Entre 1975 y 1981 estuvo casado con la actriz Mónica Jouvet, fallecida en 1981 en un siniestro automovilístico, en la Avenida Córdoba, en Buenos Aires.
Entre 1988 y 1995 estuvo casado en segundas nupcias con la actriz y presentadora puertorriqueña radicada en Argentina, Claribel Medina con quien tuvo dos hijas: Antonella, nacida en 1992, y María Agostina, nacida en 1994.
Entre 2006 y 2020 mantuvo una relación con la cantante del dúo Pimpinela, Lucía Galán.

## Filmografía

### Teatro
- 1967: Ocúpate de Amelia de Georges Feydeau
- 1967: Un cuento para mirar, dirigida por Carlos Cruciani
- 1969/70: Plaza Suite, dirigida por Alejandro Doria
- 1971/72: Dos imbéciles felices, dirigida por Eduardo Vega
- 1971: El baile de las sirvientas, dirigida por Eduardo Vega
- 1971: La manzana (obra de teatro), dirigida por Boris Del Río
- 1973: The Chacho, dirigida por Juan Silbert
- 1975: Ante la puerta, dirigida por Jorge Palaz
- 1976: Mamá, papá, mi novio y yo de Miguel Coronatto Paz
- 1979/80: Drácula, dirigida por Sergio Renán.
- 1980: La visita que no tocó el timbre de Joaquín Calvo Sotelo
- 1981/82: Casi una noche de bodas, dirigida por Antonio Grimau
- 1983: El beso de la mujer araña, dirigida por Mario Morgan
- 1984: Le ordeno que me ame, señora de Alfredo Cabrera
- 1985: El destete, dirigida por Alfredo Zemma
- 1986: Tres noches en el Alvear, dirigida por Emilio Alfaro
- 1995: ¡Amor! ¡Valor! ¡Compasión!, dirigida por Alberto Ure
- 1996: El búho y la gatita, dirigida por Edgardo Cané
- 1997: Chéjov-Chejova, dirigida por Manuel Iedvabni
- 1999: Un tranvía llamado deseo, dirigida por Julio Ordano
- 2000/01: El cocinero, dirigida por Héctor Malamud
- 2000: Esta noche no te toca
- 2002/03: Carne de baile, dirigida por Pablo Alarcón
- 2003: Bruta miseria, dirigida por Alfredo Zemma
- 2005: Fifty-Fifty, dirigida por Carlos Evaristo
- 2017: Los corruptelli, dirigido por José María Muscari

- Italia: en 1976 se radicó dos años en Italia, donde fundó el espacio Teatro del Figgo y realizó a la par distintas obras como actor.

- Puerto Rico: en 1986 viajó a Puerto Rico donde permaneció hasta el año 1991, realizando obras de teatro.

- Nueva York: realizó obras de teatro en el Public Theatre, junto a actores latinos.

### Cine
- 1968 En mi casa mando yo, Fernando Ayala.
- 1969 El profesor hippie, Fernando Ayala.
- 1969 Los muchachos de antes no usaban gomina, dirigida por Enrique Carreras.
- 1973 Las venganzas de Beto Sánchez, dirigida por Héctor Olivera.
- 1975 Más allá del sol, dirigida por Hugo Fregonese.
- 1980 Rosa de lejos, dirigida por María Herminia Avellaneda.
- 1981 Abierto día y noche, dirigida por Fernando Ayala.
- 1983 El grito de Celina, dirigida por Mario David.
- 1996 El cóndor de oro, dirigida por Enrique Muzio.
- Como director, entre 1976 y 1979 realizó tres cortometrajes

- Italia
- 1988: Desamistade, dirigida por Gian Franco Cabiddu.
- 1976/1978: doblaje de cine

- Puerto Rico
- 1986: Mujeres, dirigida por Marcos Zurinaga.
- 2014: La jugada, cortometraje basado en hechos reales producido por Mañera Films.
- 1988: Justo en lo mejor de mi vida, dirigida por Leonardo Fabio Calderón.
- 2019: La casa en la playa, dirigida por Cristina Agüero.

### Televisión

#### Nacional
- 1969: Ciclo de Myriam Urquijo
- 1969: Nuestra galleguita
- 1970: La familia hoy duerme en casa
- 1970: Nuestra galleguita
- 1970: Su comedia favorita
- 1971: Alta comedia
- 1971: Cuando el amor es mentira
- 1971: Frente a la facultad
- 1971: Todo el año es Navidad
- 1972: Alta comedia
- 1972: Historias de mamá y papá
- 1973: Alta comedia
- 1973: ¿Ese es el camino?
- 1973: Historias de mamá y papá
- 1973: Humor a la italiana
- 1973: Teatro como en el teatro
- 1973: Teatro de humor
- 1973: Y... ellos se visten de negro
- 1974/75: Qué viudita es mi mamá
- 1974/75: Teatro como en el teatro
- 1974: Alta comedia
- 1974: Mariquita Sánchez, una historia de amor
- 1974: Ciclo de Narciso Ibáñez Menta
- 1974: En ascenso
- 1974: Humor a la italiana
- 1974: Teatro de Jorge Salcedo
- 1974: Teatro de humor
- 1974: Vermouth de teatro argentino
- 1975/1976: Alguna vez, algún día
- 1975: Alta comedia
- 1975: Blum
- 1975: Teatro argentino
- 1976: Cuentos para la noche
- 1976: Nosotros
- 1978: Alta comedia
- 1979: Una escalera al cielo
- 1979: Comedias once
- 1979: El gran desafío
- 1979: La cigüeña traviesa
- 1979: Soledad era tu nombre
- 1980: Rosa... de lejos
- 1980: Como en los cuentos
- 1981: Herencia de amor
- 1981: Anastasia en la sombra
- 1982: Llévame contigo
- 1983: Cara a cara
- 1984: Sábados de comedia
- 1984: Tramposa
- 1985/86: Duro como la roca, frágil como el cristal
- 1986: Los mensú, con Pola Lucero.
- 1987: Ave de paso - Pablo
- 1987:  La isla - Daniel, con Claribel Medina.
- 1990: Estado civil
- 1991: Regalo del cielo
- 1992: Alta comedia
- 1992: Regalo del cielo II
- 1993/1994/1995: Alta comedia
- 1993: El amor tiene cara de mujer
- 1995/1996: Por siempre mujercitas
- 1995: Sin condena
- 1997: De la nuca
- 1998/99: Desesperadas por el aire
- 2001: Matrimonios y algo más
- 2002/03: Ricos y sabrosos, Magazine
- 2002/03: Vení que te cuento, Magazine
- 2005: No hay 2 sin 3, Canal 9
- 2005: Un cortado, historias de café, Canal 7
- 2006: Bailando por un sueño, Canal 13
- 2006: Sos mi vida, Canal 13
- 2007: La ley del amor, Telefe
- 2008: Telefilm holandés, Endemol
- 2008: Valentino, el argentino, Polka
- 2011: Los Únicos, Canal 13
- 2013: Historias de corazón, Telefe
- 2013: Los vecinos en guerra, Telefe.
- 2014: Somos familia, Telefé.
- 2014: Matungo (miniserie)-Juan

- 2023: Barrabrava, Prime Video.

#### Internacional
- España
  - 2006: La Bella Otero

- Holanda
  - 2007: Julia´s Tango

- Italia
  - 1976 a 1978: Ciclo de Documentales para la RAI

- Puerto Rico
  - 1986 a 1991 Realiza diversas novelas como protagonista y miniseries, entre otras:
  - Vivir para ti
  - La isla
  - Ave de paso
  - Mis mejores historias de amor

### Premios
Teatro
- Esta noche no, Premio Bamba de Córdoba, Mejor Actor de Comedia
- Chejov Chejova, Premio ACE, Mejor Espectáculo
- El cocinero, Premio ACE, Mejor Espectáculo de Café Concert

Como director
- Premio Bamba de Córdoba, mejor director de comedia
- Premio a mejor cortometraje Sodres (Uruguay)